# Blue Stars Diemen

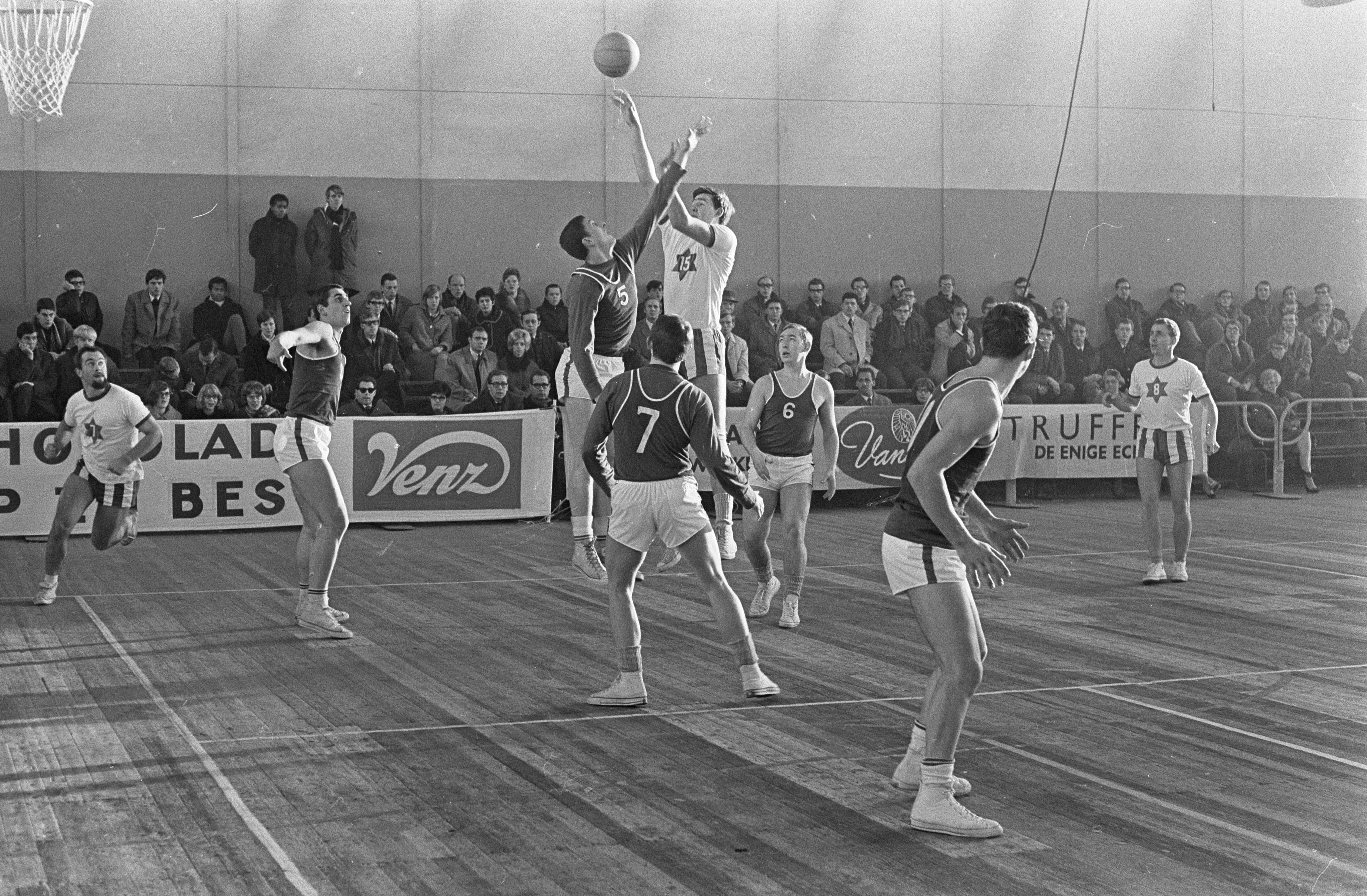
Blue Stars tegen Pitzenburg (1966)

Blue Stars Basketbal is een Nederlandse basketbalclub uit Diemen die uitkomt in het Rayon Noord-Holland.

## Historie
Blue Stars Basketbal is in 1947 opgericht door Jan Janbroers en is daarmee een van de oudste basketbalverenigingen van Nederland. Vanaf de jaren vijftig doet Blue Stars mee aan de top van de dameseredivisie. Met negentien kampioenschappen is Blue Stars de club met de meeste eredivisietitels ooit in de geschiedenis van het Nederlandse vrouwenbasketbal. In de jaren zeventig vormden de Blue Stars-dames de basis van het Nederlands team.
Het herenteam was in 1960 een van de oprichters van de Eredivisie en heeft ook diverse landstitels en nationale bekers veroverd. Tussen 1970 en 1973 werd Blue Stars gesponsord door Fiat en heetten ze tijdelijk de "Fiat Stars". Hierna heette het team tussen 1973 en 1976 "Gerard de Lange Blue Stars". Na het beëindigen van deze sponsorovereenkomst stopten de Blue Stars in de eredivisie.

## Heden
Op dit moment heeft Blue Stars geen teams meer op het allerhoogste niveau. In 2007 hadden ze nog slechts 27 leden en stond Blue Stars voor de keuze wel of niet door te gaan met de vereniging. Blue Stars heeft toen met een aantal enthousiastelingen het besluit genomen om door te gaan en de club nieuw leven in te blazen. Vanaf dat moment is Blue Stars ook weer gestart met een jeugdafdeling. Blue Stars Heren 1 speelt landelijk 2e divisie. De overige teams komen uit in de afdelingsklasse. Blue Stars heeft in het seizoen 2016-2017 ruim 170 leden. In 2016 is Blue Stars uitgebreid naar IJburg.

## Erelijst
Landskampioenschap eredivisie dames (negentienmaal)
1952, 1953, 1954, 1955, 1956, 1957, 1958, 1959, 1962, 1963, 1964, 1966, 1969, 1971, 1972, 1973, 1974, 1975, 1976
Landskampioenschap eredivisie heren (tweemaal)
1959, 1970
Winnaar beker dames (vijftienmaal)
1951, 1954, 1955, 1956, 1957, 1958, 1963, 1968, 1969, 1971, 1972, 1973, 1974, 1975, 1976
Winnaar beker heren (eenmaal)
1973

## Resultaten

### Heren
Stand na einde seizoen:
| 2 |

| 3 |

| 10 |

| 7 |

| 10 |

| 6 |

| 5 |

| 5 |

| 3 |

| 8 |

| 10 |

| 8 |

| 2 |

| 3 |

| 10 |

| 7 |

| 10 |

| 6 |

| 5 |

| 5 |

| 3 |

| 8 |

| 10 |

| 8 |

## Bekende oud-spelers
Enkele bekende oud-spelers van de Blue Stars zijn:
- Jan Willem Jansen
- Ton Boot